# Јелшевица
Јелшевица (словен. Jelševica) је насељено место у општини Загорје об Сави, Засавска регија, Словенија.

## Историја
До територијалне реорганизације у Словенији била је у саставу старе општине Загорје об Сави.

## Становништво
У попису становништва из 2011. године, Јелшевица је имала 4 становника.
| Број становника према пописима | Број становника према пописима | Број становника према пописима |
| ------------------------------ | ------------------------------ | ------------------------------ |
| 1991                           | 2002                           | 2011                           |
| 10                             | 6                              | 4                              |

Напомена: Године 1953. повећано за насеље Злокарје које је укинуто.